# Discografia di Irene Grandi
Questa pagina contiene la discografia completa della cantautrice italiana Irene Grandi, che ha ottenuto nelle top-ten delle classifiche italiane 9 album e 8 singoli di cui un singolo al numero uno.

## Album
| Anno | Titolo                         | Tipo album | Classifica italiana | Certificazioni e vendite (Parametri M&D e FIMI) | Etichetta discografica      |
| ---- | ------------------------------ | ---------- | ------------------- | ----------------------------------------------- | --------------------------- |
| 1994 | Irene Grandi                   | Studio     | 9                   | Platino                                         | CGD/EastWest                |
| 1995 | In vacanza da una vita         | Studio     | 5                   | M&D: Diamante                                   | CGD/EastWest                |
| 1997 | Per fortuna purtroppo          | Studio     | 3                   | M&D: Platino                                    | CGD/EastWest                |
| 1999 | Verde rosso e blu              | Studio     | 7                   | M&D: Platino                                    | CGD/EastWest                |
| 2001 | Irek                           | Raccolta   | 4                   | M&D: Platino                                    | CGD/EastWest                |
| 2003 | Prima di partire               | Studio     | 8                   | M&D: Platino                                    | CGD/EastWest                |
| 2005 | Indelebile                     | Studio     | 11                  | M&D: Platino                                    | Atlantic                    |
| 2007 | irenegrandi.hits               | Raccolta   | 4                   | M&D: Oro                                        | Atlantic                    |
| 2008 | Canzoni per Natale             | Studio     | 2                   | FIMI: Platino                                   | Atlantic                    |
| 2010 | Alle porte del sogno           | Studio     | 16                  | —                                               | Warner Music Italy          |
| 2012 | Irene Grandi & Stefano Bollani | Studio     | 5                   | —                                               | Carosello Records           |
| 2015 | Un vento senza nome            | Studio     | 25                  | —                                               | Columbia Records/Sony Music |
| 2019 | Grandissimo                    | Studio     | 19                  | —                                               | Cose da Grandi/Artist First |

### Altri album
- 2009 - Amiche per l'Abruzzo: 250 000 copie

## EP
- 2001 - Kose da Grandi
- 2010 - Figli delle stelle

## Singoli
| 1993 | Un motivo maledetto                                                         | 80 | Irene Grandi                   |
| 1994 | Fuori                                                                       | 44 | Irene Grandi                   |
| 1994 | Cose da grandi                                                              | —  | Irene Grandi                   |
| 1994 | Vai, vai, vai                                                               | —  | Irene Grandi                   |
| 1995 | Bum Bum                                                                     | 2  | In vacanza da una vita         |
| 1995 | In vacanza da una vita                                                      | 22 | In vacanza da una vita         |
| 1995 | Dolcissimo amore                                                            | 69 | In vacanza da una vita         |
| 1995 | Bambine cattive                                                             | —  | In vacanza da una vita         |
| 1996 | Fai come me                                                                 | 13 | Per fortuna purtroppo          |
| 1997 | Che vita è                                                                  | 60 | Per fortuna purtroppo          |
| 1997 | Otto e mezzo                                                                | —  | Per fortuna purtroppo          |
| 1998 | Primitiva                                                                   | —  | Per fortuna purtroppo          |
| 1999 | Verde rosso e blu                                                           | 15 | Verde rosso e blu              |
| 1999 | Eccezionale                                                                 | 38 | Verde rosso e blu              |
| 2000 | La tua ragazza sempre                                                       | 4  | Verde rosso e blu              |
| 2000 | Francesco                                                                   | —  | Verde rosso e blu              |
| 2001 | Per fare l'amore                                                            | 10 | Irek                           |
| 2001 | Sconvolto così                                                              | 68 | Irek                           |
| 2003 | Prima di partire per un lungo viaggio                                       | 8  | Prima di partire               |
| 2003 | Buon compleanno                                                             | 19 | Prima di partire               |
| 2005 | Lasciala andare                                                             | 2  | Indelebile                     |
| 2005 | Non resisto                                                                 | 77 | Indelebile                     |
| 2007 | Bruci la città                                                              | 1  | Irenegrandi.hits               |
| 2007 | Sono come tu mi vuoi                                                        | 10 | Irenegrandi.hits               |
| 2008 | Bianco Natale                                                               | 9  | Canzoni per Natale             |
| 2009 | Qualche stupido ti amo (con Alessandro Gassmann)                            | —  | Canzoni per Natale             |
| 2010 | La cometa di Halley                                                         | 7  | Alle porte del sogno           |
| 2010 | Alle porte del sogno                                                        | 20 | Alle porte del sogno           |
| 2012 | Costruire (con Stefano Bollani)                                             | —  | Irene Grandi & Stefano Bollani |
| 2013 | Come non mi hai visto mai (con Stefano Bollani)                             | —  | Irene Grandi & Stefano Bollani |
| 2015 | Un vento senza nome                                                         | 28 | Un vento senza nome            |
| 2015 | Casomai                                                                     | —  | Un vento senza nome            |
| 2018 | Benvenuti nel vostro viaggio (con Pastis e Vasco Rossi)                     | —  | Lungoviaggio                   |
| 2018 | I Would Like to Take You on a Journey (con Pastis e Samantha Cristoforetti) | —  | Lungoviaggio                   |
| 2019 | I passi dell'amore                                                          | —  | Grandissimo                    |
| 2020 | Finalmente io                                                               | 36 | Grandissimo                    |
| 2020 | Devi volerti bene                                                           | —  | Grandissimo                    |
| 2020 | Quel raggio nella notte                                                     | —  | Grandissimo                    |
| 2024 | Fiera di me                                                                 | —  |                                |
| 2024 | Universo                                                                    | —  |                                |
| 2025 | Favole                                                                      | —  | —                              |
| Il simbolo "—" indica che il singolo non è entrato in o non è stato uscito con modalità di accesso a quella classifica. |                                                                             |    |                                |

## Vinili

### 33 giri - long playing (LP)
- 1999 - Verde rosso e blu
- 2020 - Lasciami andare
- 2023 - Io in Blues
- 2024 - Un vento senza nome
- 2024 - Irene Grandi

### 33 giri - Maxi Single (EP)
- 1993 - Un motivo maledetto
- 1994 - Sposati subito
- 1997 - Che vita è (remix)
- 2000 - La tua ragazza sempre (remix)
- 2000 - Francesco (remix)
- 2004 - Prima di partire per un lungo viaggio (remix)

### 45 giri - Single playing (SP)
- 1994 - Weil du unders bist (con Klause Lage)
- 2024 - E poi

### 45 giri - Juke box promozionali (SP)
- 1994 - Sposati subito
- 1994 - Weil du unders bist (con Klause Lage)
- 1995 - Bum bum
- 1999 - Eccezionale

## Musicassette
- 1994 - Irene Grandi
- 1995 - In vacanza da una vita
- 1997 - Per fortuna purtroppo
- 1998 - Irene Grandi
- 1999 - Verde rosso e blu
- 2001 - Irek
- 2003 - Prima di partire

## Videografia

### Album video
- 2005 - Irene Grandi LIVE
- 2018 - Lungoviaggio

### Video musicali
| Anno | Titolo                                                                 | Regista/i         |
| ---- | ---------------------------------------------------------------------- | ----------------- |
| 1993 | Un motivo maledetto                                                    |                   |
| 1994 | Vai, vai, vai                                                          |                   |
| 1995 | Bum Bum                                                                |                   |
| 1995 | Bambine cattive                                                        |                   |
| 1996 | Fai come me                                                            |                   |
| 1997 | Che vita è                                                             |                   |
| 1997 | Otto e mezzo                                                           |                   |
| 1997 | Primitiva                                                              |                   |
| 1998 | Que vida es                                                            |                   |
| 1999 | Eccezionale                                                            |                   |
| 2000 | La tua ragazza sempre                                                  | Stefano Salvati   |
| 2000 | Francesco                                                              | Stefano Salvati   |
| 2001 | Per fare l'amore                                                       | Luca Lucini       |
| 2001 | Sconvolto così                                                         | Luca Guadagnino   |
| 2003 | Prima di partire per un lungo viaggio                                  | Luca Lucini       |
| 2003 | Buon compleanno                                                        | Cristiano Magione |
| 2003 | Oltre                                                                  |                   |
| 2005 | Lasciala andare                                                        | Luca Lucini       |
| 2005 | Non resisto                                                            | Simona Lianza     |
| 2007 | Bruci la città                                                         | Matteo De Nicolò  |
| 2007 | Sono come tu mi vuoi                                                   | Lorenzo Vignolo   |
| 2008 | La finestra                                                            | Stefano Poletti   |
| 2008 | Bianco Natale                                                          |                   |
| 2009 | Qualche stupido "Ti amo" (Somethin' Stupid) (feat. Alessandro Gassman) | Matteo De Nicolò  |
| 2010 | La cometa di Halley                                                    | Gaetano Morbioli  |
| 2010 | Alle porte del sogno                                                   | Gaetano Morbioli  |
| 2013 | Come non mi hai vista mai (con Stefano Bollani)                        | Matteo De Nicolò  |
| 2015 | Un vento senza nome                                                    | Giacomo Triglia   |
| 2015 | Casomai                                                                | Luca Tartaglia    |
| 2015 | A memoria                                                              | Lorenzo Vignolo   |
| 2019 | I passi dell'amore                                                     | Stefano Poggioni  |
| 2020 | Finalmente io                                                          | Giorgio Testi     |
| 2020 | Devi volerti bene                                                      | Edmondo Angelelli |
| 2020 | Quel raggio nella notte                                                | Lorenzo Andreaggi |
| 2022 | E poi                                                                  | Grègori Dassi     |

#### Partecipazioni in videoclip di altri artisti
| Anno | Titolo                   | Artista                                                                         | Regista/i         |
| ---- | ------------------------ | ------------------------------------------------------------------------------- | ----------------- |
| 1995 | Se mi vuoi               | Pino Daniele feat. Irene Grandi                                                 | Marco Della Fonte |
| 2008 | Birima                   | Youssou N'Dour feat. Patti Smith, Francesco Renga, Simphiwe Dana e Irene Grandi | Fabrica           |
| 2020 | Ma il cielo è sempre blu | Italian Allstars 4 Life                                                         | Mauro Russo       |
| 2020 | Cosa sognano gli angeli  | Lorenzo Andreaggi feat. Irene Grandi                                            | Lorenzo Andreaggi |

## Brani inediti
- 1997 - Non esitare più (Rivisitazione de "Il piccolo principe" a teatro)
- 2002 - Coca Cola Enjoy (Utilizzato per lo spot pubblicitario)
- 2004 - Pipistrello Brillarello (eseguita nel tour 2004)
- 2006 - Olimpiade Invernale (Acquistabile solo su iTunes)
- 2007 - Le tue parole (Bonus Track di "irenegrandi.hits" - Acquistabile solo su iTunes)
- 2008 - Olimpiade Orientale (eseguita live su Radio Italia - Rivisitazione per le Olimpiadi di Pechino 2008)
- 2009 - La sete (eseguita live per uno spettacolo di beneficenza organizzato da RDS)

## Duetti e collaborazioni
- 1994 - Weil du anders bist con Klaus Lage
- 1994 - Sposati subito (testo e musica Eros Ramazzotti e Telonio)
- 1994 - T. V. B. (testo e musica Jovanotti Telonio)
- 1995 - Se mi vuoi con Pino Daniele
- 1995 - Il gatto e il topo (testo e musica Pino Daniele)
- 1995 - Vedi di non montarti la testa Paolo Vallesi (testo e musica Irene Grandi)
- 1997 - Non ti scriverò (testo e musica Gaudi, Irene Grandi)
- 1999 - Limbo (testo e musica Sheryl Crow, Irene Grandi)
- 2000 - La tua ragazza sempre (testo e musica Vasco Rossi, Gaetano Curreri)
- 2000 - Guarda che luna con Luciano Pavarotti
- 2003 - Prima di partire per un lungo viaggio (testo e musica Vasco Rossi, Gaetano Curreri)
- 2003 - È solo un sogno (testo e musica Paolo Benvegnù, Irene Grandi)
- 2003 - Buon compleanno (testo e musica Pia Tuccitto)
- 2005 - Questa sera con Custodie Cautelari
- 2005 - Lasciala andare (testo e musica Gaudi, Irene Grandi, Riccardo Cavalieri)
- 2005 - Resist you con James Reid (Musicista neozelandese) The Feelers
- 2005 - Lady picche (testo e musica Gaudi, Irene Grandi, Riccardo Cavalieri)
- 2005 - Sono nata in una grande città con Edoardo Bennato
- 2005 - Ricorderò con Simona Bencini
- 2007 - Bruci la città (testo e musica: Francesco Bianconi, Irene Grandi)
- 2007 - È solo un sogno con Stefano Bollani
- 2008 - Heavy Samba con Elio e le Storie Tese
- 2008 - Birima con Youssou N'Dour, Patti Smith, Francesco Renga e Simphiwe Dana
- 2008 - Oh Happy Day con Funkoff, Stefano Bollani, Matte in trasferta
- 2009 - Delirio per Martina Stavolo (testo e musica Irene Grandi, Pio Stefanini)
- 2009 - Luce con Laura Pausini ed Elisa
- 2010 - La cometa di Halley con Marco Cocci (testo e musica: Francesco Bianconi, Irene Grandi)
- 2010 - Stai ferma (testo e musica: Gaetano Curreri, Saverio Grandi, Irene Grandi)
- 2011 - Paura non ho per Tiziano Ferro (testo e musica: Irene Grandi)
- 2013 -  come non mi hai visto mai con Stefano Bollani (testo e musica:Saverio Lanza e Cristina Donà)
- 2015 - A memoria (testo e musica: Cristina Donà, Irene Grandi, Saverio Lanza)
- 2015 - Una canzone che non ricordo più (testo e musica: Cristina Donà, Saverio Lanza)
- 2015 - Cuore Bianco (testo e musica: Marco Parente)
- 2015 - Sé (testo e musica: Irene Grandi, Stefano Bollani)
- 2015 - La Signora del quinto piano (testo e musica: Carmen Consoli. Con Nada, Elisa, Carmen Consoli, Irene Grandi, Emma Marrone, Gianna Nannini)
- 2016 - Buongiorno anche a te con Loredana Bertè
- 2017 - I maschi con Gianna Nannini Emma Marrone
- 2017 - Sally con Fiorella Mannoia
- 2017 - Prima di partire per un lungo viaggio con Fiorella Mannoia
- 2019 - Cosa ti aspetti da me con Loredana Bertè
- 2019 - Alle porte del sogno con Carmen Consoli
- 2019 - Un motivo maledetto con Levante
- 2019 - I passi dell'amore (testo e musica: di Antonio Di Martino dei Dimartino)
- 2019 - La tua ragazza sempre con Loredana Bertè
- 2019 - Un vento senza nome con Fiorella Mannoia
- 2020 - Finalmente io (testo e musica), Vasco Rossi, Gaetano Curreri, Riccardo Casini, Andrea Righi
- 2020 -  Devi volerti bene (testo e musica: Gaetano Curreri, Irene Grandi, Gerardo Pulli, Roberto Casini, Piero Romitelli)
- 2020 - Cosa sognano gli angeli con Lorenzo Andreaggi (testo e musica: Narciso Parigi, Luciano Della Santa)
- 2022 - Porta un bacione a Firenze con Alessandro Benvenuti e La Nuova Pippolese (testo e musica: Odoardo Spadaro)
- 2024 - Universo

Testo e musica di Francesco Bianconi kaballà
- 2024 - Le Gioie Minime  con Paolo Benvegnù

## Cover
- 1994 - A Natural Woman (Aretha Franklin)
- 2000 - Guarda che luna con Luciano Pavarotti (Elgos - Malgoni, incisa da Fred Buscaglione)
- 2001 - Silenzioso slow (Bracchi - D'Anzi, incisa da Norma Bruni)
- 2006 - Uno in più (Mogol e Lucio Battisti)
- 2007 - Sono come tu mi vuoi (Antonio Amurri e Bruno Canfora, incisa da Mina)
- 2007 - Estate (Bruno Martino)
- 2007 - Conversazione (Antonio Amurri e Bruno Canfora, incisa da Mina)
- 2007 - Senza fine (Gino Paoli)
- 2009 - Qualche stupido "ti amo" (Somethin' Stupid di Frank Sinatra e Nancy Sinatra)
- 2009 - Preghiera (Stefano Rosso incisa da Mia Martini)
- 2011 - Figli delle stelle (Alan Sorrenti)
- 2012 - Costruire (Niccolò Fabi)
- 2015 - Se perdo te (Patty Pravo)
- 2022  -  E poi...   (Mina)
- 2024 -  Mediterraneo

(Giuni Russo)
- 2024 -  Alghero

(Giuni Russo)

## Brani in lingua straniera
- 1994 - A natural woman in Inglese / Album - 1 brano
- 1994 - Weil du anders bist in tedesco / Duetto su 45 giri, cd singolo e album
- 1998 - Irene Grandi "Versione Spagnola" in Spagnolo / Album - 10 brani
- 2004 - Blue in Francese / Duetto su album
- 2005 - Resist you in Inglese / Duetto su album
- 2006 - Bianco è bello, nero è bello in Indiano precisamente in Lingua malayalam / Duetto live su dvd
- 2006 - Africa in Lingua more / Duetto live su dvd
- 2008 - Birima in Inglese / Quintetto su singolo promozionale

## Partecipazioni

### CD
- 1994 - Super San Remo 1994 con Fuori (Pubblicato su doppio LP)
- 1994 - Kat & Mouse (di Klause Lage) con Weil du unders bist
- 1994 - Non mi tradire (di Paolo Vallesi) con Vedi di non montarti la testa
- 1995 - La compilation del cuore con Bum bum
- 1995 - Non Calpestare I Fiori Nel Deserto (di Pino Daniele) con "Se mi vuoi"
- 1995 - Festivalbar '95 con Bum bum
- 1999 - Festivalbar '99 con Verde rosso e blu
- 1999 - Successi Anni '90 con Un Motivo Maledetto
- 2000 - San Remo 2000 con "La tua ragazza sempre"
- 2000 - Festivalbar 2000 con "La tua ragazza sempre"
- 2000 - Pavarotti & friends con "Guarda che luna"
- 2001 - Festivalbar 2001 con "Per fare l'amore"
- 2002 - Le Avventure Di Pinocchio, Irene dà voce al burattino
- 2002 - Il bello delle donne collection
- 2003 - Strong Current (di Hector Zazou) con "Blue"
- 2003 - Festivalbar 2003 con "Prima di partire per un lungo viaggio"
- 2003 - Top Radio 3 - Made In Italy! Radio 105 con "Buon Compleanno"
- 2005 - L'incoscienza (di Custodie Cautelari) con "Questa Sera"
- 2005 - Festivalbar 2005 con "Lasciala andare"
- 2005 - La storia del pifferaio magico (di Edoardo Bennato) con "Sono Nata in Una Grande Città"
- 2005 - Sorgente (di Simona Bencini) con "Ricorderò"
- 2006 - Innocenti Evasioni (Tributo a Lucio Battisti) con la cover "Uno in più"
- 2007 - CD JAZZ italiano live 2007 con "Senza fine" e "La conversazione"
- 2007 - Festivalbar 2007 con "Bruci la città"
- 2007 - CD Winter Collection con "Sono come tu mi vuoi"
- 2008 - Studentessi (di Elio e le Storie Tese) con "Heavy Samba"
- 2008 - Ricomincio da 30 (di Pino Daniele) con "Se mi vuoi"
- 2009 - Scialla (dei ragazzi di Amici 2008-2009) con "Delirio"
- 2012 - Scrive "Paura non ho" contenuta nell'album di Tiziano Ferro "l'amore è una cosa semplice"
- 2020 - Italia, America e ritorno (di Lorenzo Andreaggi) con "Cosa sognano gli angeli"

### Album video
- 2000 - Pavarotti & friends for Cambodia and Tibet
- 2005 - Live 8
- 2008 - Roxy Bar (vol. 30) "l'energia delle emozioni"

### Progetti sociali
- 2006 - India ... Andata e ritorno
- 2006 - Burkina Faso ... Andata e ritorno

## Filmografia
- 1996 - Il barbiere di Rio di Giovanni Veronesi
- 1998 - A casa di Irma di Alberto Bader
- 2003 - L'Apetta Giulia e la signora Vita di Paolo Modugno in cui Irene presta la sua voce all'Apetta Giulia.

### Colonne sonore
- 1996 - Il barbiere di Rio - Fai come me
- 2003 - L'Apetta Giulia e la signora Vita - Brani cantati dall'apetta Giulia